# RX J0852.0−4622
RX J0852.0−4622, также  G266.2−1.2 — остаток сверхновой. Расположен на земном небе в направлении южного созвездия Парусов, проецируется на более старый и крупный остаток сверхновой в Парусах.
Открыт в 1998 году при обнаружении гамма-излучения от распада 44Ti на инструменте COMPTEL телескопа Комптон.
Оценки расстояния до объекта существенно различаются, но некоторые исследователи утверждают, что остаток сверхновой находится всего лишь в  650–700 световых лет от Солнца, а сама вспышка произошла сравнительно недавно, вероятно, в последние 800 лет. Если это расстояние точное, то остатком сверхновой может являться пульсар PSR J0855−4644.
Если остаток сверхновой действительно такой близкий и молодой, то вспышка сверхновой должна была наблюдаться с Земли приблизительно в 1250 году. Сложностью такой интерпретации данных является тот факт, что не было обнаружено письменных свидетельств о вспышке в то время или в той части неба.
Центральный компактный объект был открыт в 2001 году. На первом изображении в рентгеновской области спектра, полученном на телескопе Чандра, и на последующих изображениях не было обнаружено признаков пульсации компактного источника, который считался нейтронной звездой.